# Jacob Bremer
Jacob Bremer, född 19 juni 1711 i Västerås, död 5 september 1785 i Åbo, var en svensk handelsman, skeppsredare och industrialist. 

## Biografi
Jacob Bremer var son till handlaren i Västerås Isak Bremer, som avled då Jacob var ett år gammal. Hans mor var Anna Hult. Familjen förlorade en stor del av sin förmögenhet i samband med en brand 1714. Han var elev vid Västerås trivialskola under sex år och därefter anställd vid länsstyrelsen i Västerås under två år. 
1727 fick han dock anställning hos en halvbror Frans Kock, som var kryddkramhandlare i Åbo. 1737 begärde han rätt att öppna en egen siden- och klädeshandel. Magistraten ställde sig tveksamma, till stor del då Bremer varken var född i eller gift med någon från Åbo, men gav honom slutligen rätt att öppna en klädeshandel med rätt att även handla med kryddor. 
Från 1740 var han ledamot av Åbo hallrätt. Under hattarnas ryska krig överflyttade Bremer sin handel till Stockholm, men återvände till Åbo i samband med fredsslutet. Han blev tidigt delägare i flera "spanienfarare" som importerade salt, och blev efterhand Åbos främste redare; på 1750-talet var han delägare i stadens största fartyg som Storfursten af Finland om 300 läster och Nordstiernan om 222 läster. Från staden exporterades samtidigt bräder, tjära och järn. För att trygga sin tillgång på trävaror köpte Bremer andelar i flera vattensågar i Åbo och Björneborgs län. Mot slutet av sitt liv ägde han halva Koskis såg i Sankt Mårtens socken, andel i Luvia såg och hela Sääkskoski såg i Kauvatsa. 
Under goda år exporterade Bremer även stora mängder spannmål. Förutom salt importerades viner, kolonialvaror och manufakturer från Syd- och Västeuropa samt lin och hampa från Ryssland. 1748 var Bremer tillsammans med Mårten Depong delaktig i anläggandet av Åviks glasbruk, som under lång tid var det största i Finland. Tillsammans med sin svåger Hans Henrik Wittfooth anlade han 1765 Järvenoja pappersbruk och var 1757 en av grundarna av Åbo sockerbruk och ägde i slutet av sitt liv hälften av andelarna där. 
Från 1755 var han även direktör för Åbo sjömanshus. Han var även störste delägare i den 1763 anlagda tobaksfabriken i Åbo. 1765 övertog Bremer tillsammans med Johan Christopher Frenckell Åbos enda boktryckeri och satte det då förfallna tryckeriet i stånd. Han överlät dock senare tryckeriet på en svärson. Han var även ägare till flera andra industrianläggningar, och kom att lovordas i riksdagsberättelsen 1770. 
Förutom ett antal stadsgårdar förvärvade han även lantegendomar, bland dem två säterier och rusthållet Tuorla i Pikis socken, där senare hans sondotter Fredrika Bremer föddes. Enligt uppgift skall Bremer i samband med Gustav III:s statskupp som chef för Åbo borgerskaps kavalleri i kungens namn avfordrat Åbo hovrätts medlemmar trohetsed mot kungen. Hur det än var med den saken var Bremer en stor beundrare av Gustav III och personligen känd av kungen. Han var Åbos störste skattebetalare och räknades som stadens rikaste man. 
Han var 1744-1766 gift med rådman Josef Pippings dotter Margareta Pipping (1723—1766), från 1767 med Ulrika Fredrika Salonius. Han hade sju barn tillsammans. Av de elva barn med Margareta Pipping, endast Isac Bremer (1741–1774), Josef Bremer (1743–1814), Anna Magdalena Bremer (1747—1769), Margareta Lovisa Krabbe (1754—1803) och Reinhold Bremer (1764—1809) överlevde. Med Ulrika Salonius hade han sonen Karl Fredrik Bremer (1770–1830) och dottern Agata Bremer (1774—1810).  
Vid första hustruns död 1766 beräknades hans förmögenhet till 1.100.027 daler kopparmynt, och ökades betydligt under hans fortsatta levnad, trots att mycket gavs bort till söner och svärsöner. Bremer var även ledamot av Kungliga Patriotiska Sällskapet.
Vid sin död testamenterade Bremer 2.000 riksdaler till en fond för fattiga änkor i Åbo och 6.000 daler kopparmynt till fattiga i Västerås.